# Pułk Pruski Wielkiej Armii
Pułk Pruski Wielkiej Armii (fr. Régiment de Prusse) – pułk piechoty Wielkiej Armii I Cesarstwa Francuskiego. Do dzisiaj nie jest jasne, czy była to piechota lekka czy też liniowa.
Ten trzybatalionowy oddział został sformowany w 1806 z pruskich jeńców wojennych oraz dezerterów i walczył na żołdzie francuskim aż do 1813.
Jego żołnierze brali udział w działaniach zbrojnych okresu wojen napoleońskich, między innymi w walkach na Półwyspie Iberyjskim w latach 1808–1812.
Dowódcą oddziału był książę Carl von Isenburg-Birstein.